# Liste de personnalités nées à Sienne
Cette liste des personnalités nées à Sienne recense par ordre alphabétique (mode italien : prénom, patronyme voire surnom) les natifs et leurs dates et lieux de vie, la raison de leur notoriété (métier, titre, etc.). Ils sont tous italiens sauf précision contraire.

## Liste alphabétique
- Haut – A
- B
- C
- D
- E
- F
- G
- H
- I
- J
- K
- L
- M
- N
- O
- P
- Q
- R
- S
- T
- U
- V
- W
- X
- Y
- Z

### A
- Agostino Agazzari (Sienne, 1578 - 1640),  compositeur
- Agostino Chigi, surnommé "le Magnifique" (Sienne, 1461-Rome, 1520), banquier, mécène.
- Alexandre Piccolomini (Sienne, 1508 - 1579), humaniste et philosophe
- Ambrogio Lorenzetti (Sienne, 1290 - 1348), peintre

### B
- Bartolo di Fredi, peintre  (Sienne, 1330 - Massa, 1410)
- Baldassarre Peruzzi (Sienne, 1481 – Rome, 1537), peintre et architecte
- Bernardino Ochino (Sienne, 1487 - 1564), réformateur  des Frères de l'Observance
- Biagio Bartalini (Torrita di Siena, 1750 -  Sienne, 1822), médecin et botaniste

### C
- Cecco Angiolieri (Sienne, v. 1258 – Sienne, v. 1312), écrivain et poète

### D
- Domenico Manetti (Sienne, 1609 - Sienne, 1663), peintre de l'école siennoise
- Duccio di Buoninsegna (Sienne, 1255 - 1318), peintre

### E
- Ettore Bastianini (Sienne, 1922 - Sirmione, 1967), baryton basse chantante

### F
- Francesco di Giorgio Martini (Sienne, 1439 - 1502), artiste et ingénieur
- Francesco Vanni (Sienne, 1563 – Sienne, 26 octobre 1610),  peintre baroque et graveur
- Francesco Del Casino (Sienne, 1944), peintre

### G
- Giovanni Battista Ferrari (Sienne, 1584 - Sienne, 1655), jésuite et écrivain
- Giovanni Caselli (Sienne, 1815 - 1891),  physicien et l'inventeur du pantélégraphe
- Giovanni di Paolo di Grazia (Sienne, 1399 ou 1403 - Sienne, 1482), peintre
- Girolamo Bellarmato (Sienne, 1493 - 1555), ingénieur et architecte, a surtout travaillé en France et dans le Piémont
- Giacomo Pacchiarotti (Sienne, 1474 – Viterbe, 1539 ou 1540), peintre

### J
- Jacopo della Quercia (Sienne, 1374 - 1438), sculpteur
- Jean Luchaire (Sienne,  1901 - fusillé en 1946), homme politique français impliqué dans la politique collaborationniste prônée par le gouvernement de Vichy

### L
- Lippo Memmi (Filippo di Memmo) (Sienne, 1291 - 1356), peintre de l'école siennoise de la pré-Renaissance artistique italienne
- Lorenzo Monaco, peintre (Sienne, 1370 - Florence, 1424)

### M
- Marco Pino (ou Marco dal Pino ou Marco di Pino) (Sienne, 1521- Naples, 1583), peintre maniériste de l'école napolitaine

### N
- Neroccio di Bartolomeo de' Landi (ou Neroccio di Landi) (Sienne, 1447- Sienne, 1500), peintre et sculpteur de la Première Renaissance

### P
- Pandolfo Petrucci (Sienne, 1425 - San Quirico d'Orcia, 1512), homme politique Moderatore de Sienne
- Patrizia Ciofi (Sienne, 1967 - ), soprano
- Pierandrea Mattioli, Pietro Andrea Matthioli (ou Mattioli, Matthiole, Matthiolus) (Sienne, 1501 - Trente, 1577), médecin et botaniste
- Pietro Lorenzetti (Sienne, 1280 - Sienne 1348), peintre

#### Papes
- Pape Alexandre III  né Orlando Bandinelli (Sienne 1105 - Civita Castellana 1181)
- Pape  Alexandre VII né Fabio Chigi (Sienne 1599 - 1667)
- Pape Pie III  né Francesco Todeschini Piccolomini (Sienne 1439 - Rome 1503)

### R
- Raffaello Vanni (Sienne 1590 - 1657), peintre baroque

### S
- Santa Caterina da Siena (née Catherine Benincasa) (Sienne, 1347 - Rome, 1380), mystique, tertiaire dominicaine et théologienne
- Sassetta (né Stefano di Giovanni, Stefano Sanese pour Vasari) (Sienne, ou Cortone 1392 - 1450 ou 1451), peintre
- Savina Petrilli (Sienne, 1851 - Sienne, 1923), religieuse fondatrice des Sœurs des pauvres de Sainte Catherine de Sienne, béatifiée le 24 avril 1988 par le Pape Jean-Paul II.
- Simone Martini (Sienne, 1285 - Avignon, 1344), peintre

### T
- Tino di Camaino (Sienne, v. 1280 - Naples, v. 1337), sculpteur gothique
- Taccola (né Mariano di Jacopo dit il Taccola) (Sienne, 1382-1453), inventeur, ingénieur civil, sculpteur, écrivain

### U
- Ugolino di Nerio  (Sienne, 1280 - 1349), peintre toscan, élève de Duccio et imitateur de Simone Martini.

### V
- Vannoccio Biringuccio (de son nom complet  Vannoccio Vincenzio Austino Luca Biringuccio) (Sienne, 1480 - 1539),  maître artisan en fonte et métallurgie, auteur de De la Pirotechnia (1540), premier ouvrage imprimé relatif à la métallurgie

## Sources
- (it) chapitre correspondant de l'article italien de la Toscane